# 36. ceremonia wręczenia Europejskich Nagród Filmowych
36. ceremonia wręczenia Europejskich Nagród Filmowych odbyła się 9 grudnia 2023 roku w Berlinie, w hali Arena Berlin położonej w dzielnicy Treptow-Köpenick.
Nominacje do nagród ogłoszono 7 listopada 2023 roku. Najwięcej nominacji - po pięć - otrzymały ex aequo dwa filmy: fińskie Opadające liście i brytyjska Strefa interesów. Czterokrotnie nominowano francuski dramat Anatomia upadku.
Największym zwycięzcą tej edycji rozdania nagród została właśnie Anatomia upadku w reżyserii Justine Triet. Obraz zdobył pięć statuetek w najważniejszych kategoriach (najlepszy film, reżyseria, aktorka, scenariusz, montaż). Trzema nagrodami wyróżniono duński dramat Bękart w reżyserii Nikolaja Arcela. Dwie nagrody techniczne zdobył hiszpański film Śnieżne bractwo Juana Antonia Bayony.
Nagrodę za osiągnięcia życia otrzymała brytyjska aktorka Vanessa Redgrave, a laureatką Europejskiej Nagrody Filmowej za wkład w światowe kino została hiszpańska reżyserka Isabel Coixet.

## Laureaci i nominowani

### Nagrody przyznawane przez członkówEFA

#### Najlepszy europejski film roku
- Anatomia upadku, reż. Justine Triet
  -  Ja, kapitan, reż. Matteo Garrone
  -  Opadające liście, reż. Aki Kaurismäki
  -  Strefa interesów, reż. Jonathan Glazer
  -  Zielona granica, reż. Agnieszka Holland

#### Najlepszy europejski reżyser
- Justine Triet – Anatomia upadku
  -  Matteo Garrone − Ja, kapitan
  -  Jonathan Glazer − Strefa interesów
  -  Agnieszka Holland − Zielona granica
  -  Aki Kaurismäki – Opadające liście

#### Najlepszy europejski aktor
- Mads Mikkelsen – Bękart
  -  Christian Friedel – Strefa interesów
  -  Josh O'Connor – La chimera
  -  Thomas Schubert – Czerwone niebo
  -  Jussi Vatanen – Opadające liście

#### Najlepsza europejska aktorka
- Sandra Hüller – Anatomia upadku
  -  Leonie Benesch – Pokój nauczycielski
  -  Eka Czawleiszwili – Czarny kos, czarna jeżyna
  -  Sandra Hüller − Strefa interesów
  -  Mia McKenna-Bruce – How to Have Sex
  -  Alma Pöysti – Opadające liście

#### Najlepszy europejski scenarzysta
- Arthur Harari i Justine Triet – Anatomia upadku
  -  Aki Kaurismäki − Opadające liście
  -  İlker Çatak i Johannes Duncker − Pokój nauczycielski
  -  Jonathan Glazer – Strefa interesów
  -  Agnieszka Holland, Gabriela Łazarkiewicz-Sieczko i Maciej Pisuk – Zielona granica

### Nagrody techniczne

#### Najlepszy europejski operator
- Rasmus Videbæk − Bękart

#### Najlepszy europejski kompozytor
- Markus Binder – Club Zero

#### Najlepszy europejski montażysta
- Laurent Sénéchal – Anatomia upadku

#### Najlepszy europejski scenograf
- Emita Frigato − La chimera

#### Najlepszy europejski kostiumograf
- Kicki Ilander − Bękart

#### Najlepszy europejski dźwiękowiec
- Johnnie Burn i Tarn Willers − Strefa interesów

#### Najlepszy europejski charakteryzator
- Ana López-Puigcerver, Belén López-Puigcerver, David Martí i Montse Ribé − Śnieżne bractwo

#### Najlepsze europejskie efekty specjalne
- Félix Bergés i Laura Pedro – Śnieżne bractwo

### Nagrody dla filmów niefabularnych

#### Najlepszy europejski film animowany
- Pies i Robot, reż. Pablo Berger
  -  Kurczak dla Lindy!, reż. Chiara Malta i Sébastien Laudenbach
  -  Mary e lo spirito di mezzanotte, reż. Enzo D'Alò
  -  Niebo z białego plastiku, reż. Tibor Bánóczki i Sarolta Szabó
  -  Zadziwiający kot Maurycy, reż. Toby Genkel

#### Najlepszy europejski film dokumentalny
- Siostrzeństwo świętej sauny, reż. Anna Hints
  -  Adamant, reż. Nicolas Philibert
  -  Apolonia, Apolonia, reż. Lea Glob
  -  Cztery córki, reż. Kaouther Ben Hania
  -  Matczyzna, reż. Hanna Badziaka i Aleksandr Michałkowicz

#### Najlepszy europejski film krótkometrażowy
- Ciężko pracujący, reż. Susanna Flock, Robin Klengel, Leonhard Müllner i Michael Stumpf
  -  27, reż. Flóra Anna Buda
  -  Aqueronte, reż. Manuel Muñoz Rivas
  -  Kwiaty z innego ogrodu, reż. Jorge Cadena
  -  Marząc o hiszpańskich wakacjach, reż. Christian Avilés

### Nagrody przyznawane przez krytyków

#### Największe europejskie odkrycie roku
- How to Have Sex, reż. Molly Manning Walker
  -  20 000 gatunków pszczół, reż. Estibaliz Urresola Solaguren
  -  Bezpieczne miejsce, reż. Juraj Lerotić
  -  Emigracja wewnętrzna, reż. Malene Choi
  -  La Palisiada, reż. Filip Sotnyczenko
  -  Vincent musi umrzeć, reż. Stéphan Castang

### Nagrody przyznawane przez publiczność

#### Nagroda publiczności dla najlepszego europejskiego filmu
- Pokój nauczycielski, reż. İlker Çatak
  -  20 000 gatunków pszczół, reż. Estibaliz Urresola Solaguren
  -  Adamant, reż. Nicolas Philibert
  -  Opadające liście, reż. Aki Kaurismäki
  -  Siostrzeństwo świętej sauny, reż. Anna Hints

#### Nagroda młodej widowni dla najlepszego filmu europejskiego dla nastolatków
- Georgie ma się dobrze, reż. Charlotte Regan
  -  Jedna na milion, reż. Joya Thome
  -  Tęskniąc za światem, reż. Jenna Hasse

#### Nagroda studentów szkół wyższych dla najlepszego europejskiego filmu
- Anatomia upadku, reż. Justine Triet
  -  How to Have Sex, reż. Molly Manning Walker
  -  Pokój nauczycielski, reż. İlker Çatak
  -  Razem z przypadku, reż. Goran Stolewski
  -  Zielona granica, reż. Agnieszka Holland

### Nagrody honorowe i specjalne

#### Europejska Nagroda Filmowa za osiągnięcia życia
- Vanessa Redgrave

#### Nagroda Honorowa Prezydenta i Zarządu Europejskiej Akademii Filmowej
- Béla Tarr

#### Europejska Nagroda Filmowa za wkład w światowe kino
- Isabel Coixet

#### Nagroda Eurimages dla najlepszego europejskiego koproducenta
- Uljana Kim

#### Europejska Nagroda Filmowa na rzecz zrównoważonego rozwoju – Prix Film4Climate
- Güler Sabancı